# Liste der Abgeordneten zur Legislativversammlung von Piauí (19. Wahlperiode)
Die Liste der Abgeordneten zur Legislativversammlung von Piauí führt die Parlamentarier der Legislativversammlung von Piauí auf. Die Gesetzgebende Versammlung besteht jeweils pro Legislaturperiode aus 30 Abgeordneten.

## 19. Legislaturperiode (2019–2023)
Primärsortierung: höchste Stimmenzahl nach den Wahlen in Brasilien 2018
| Name                   | Partei | Unterstützer- bündnis mit | Stimmen | %      | Anmerkung |
| ---------------------- | ------ | ------------------------- | ------- | ------ | --------- |
| Georgiano Neto         | PSD    |                           | 79.723  | 4,39 % |           |
| Lucy Silveira          | PP     |                           | 57.384  | 3,16 % |           |
| Júlio Arcoverde        | PP     |                           | 49.688  | 2,73 % |           |
| Wilson Brandão         | PP     |                           | 47.908  | 2,64 % |           |
| Severo Eulálio         | MDB    |                           | 47.175  | 2,60 % |           |
| Flávio Nogueira Júnior | PDT    |                           | 47.007  | 2,21 % |           |
| Zé Santana             | MDB    |                           | 45.813  | 2,52 % |           |
| Francisco Lima         | PT     |                           | 44.234  | 2,43 % |           |
| Themistocles Filho     | MDB    |                           | 42.773  | 2,35 % |           |
| Marden Menezes         | PSDB   |                           | 42.096  | 2,32 % |           |
| Francisco Costa        | PT     |                           | 41.966  | 2,31 % |           |
| Janaína Marques        | PTB    |                           | 41.653  | 2,29 % |           |
| Hélio Oliveira         | PR     |                           | 38.391  | 2,11 % |           |
| Henrique Pires         | MDB    |                           | 38.346  | 2,11 % |           |
| Pablo Santos           | MDB    |                           | 38.177  | 2,10 % |           |
| Fernando Monteiro      | PRTB   |                           | 36.852  | 2,03 % |           |
| Fábio Xavier           | PR     |                           | 35.779  | 1,97 % |           |
| Fábio Novo             | PT     |                           | 35.714  | 1,97 % |           |
| Hélio Isaías           | PP     |                           | 35.358  | 1,95 % |           |
| Gustavo Neiva          | PSB    |                           | 34.662  | 1,91 % |           |
| Franzé Silva           | PT     |                           | 31.526  | 1,74 % |           |
| Carlos Augusto         | PR     |                           | 30.810  | 1,70 % |           |
| João Madison Nogueira  | MDB    |                           | 30.118  | 1,66 % |           |
| Flora Izabel           | PT     |                           | 29.061  | 1,60 % |           |
| Gessivaldo Isaías      | PRB    |                           | 28.259  | 1,56 % |           |
| Nerinho                | PTB    |                           | 27.684  | 1,52 % |           |
| Evaldo Gomes           | PTC    |                           | 26.851  | 1,48 % |           |
| Firmino Paulo          | PP     |                           | 26.692  | 1,47 % |           |
| Teresa Britto          | PV     |                           | 19.532  | 1,08 % |           |
| Oliveira Neto          | PPS    |                           | 17.633  | 0,97 % |           |

Stand geprüft: 15. Januar 2021. Es ist möglich, dass sich Abgeordnete im Laufe einer Legislaturperiode einer anderen Partei anschließen.
Bei einer Gesamtbevölkerung von 3.219.257 Einwohnern, besaßen 2.370.010 Personen das Wahlrecht. 218 Kandidaten hatten sich um das Amt als Abgeordneter beworben, der überwiegende Teil erreichte keine 1 % der Stimmen. Der Kandidat Georgiano Fernandes Lima Neto mit dem höchsten Stimmenanteil von 79.723 der gültigen Wahlstimmen erreichte nur 4,39 % der aktiven Wählerschaft, was jedoch ausreichte.